# Pocona
Pocona è un comune (municipio in spagnolo) della Bolivia nella provincia di Carrasco (dipartimento di Cochabamba) con 12.893 abitanti (dato 2010).

## Cantoni
Il comune è suddiviso in 5 cantoni:
- Chillicchi
- Chimboata
- Conda
- Huayapacha
- Pocona